# Caro Aznavour
Caro Aznavour è un album della cantante italiana Iva Zanicchi, pubblicato nel 1971.
Contiene 10 brani del cantautore francese Charles Aznavour.
È stato ristampato su CD nel 2001 da Azzurra Music.
L'album è presente sulle piattaforme digitali e sui servizi di streaming.
(Iva Zanicchi, ...E io tra di voi)

## Tracce
1. No, non mi scorderò mai (Non, je n'ai rien oublié) - 7:26 - (Giorgio Calabrese - Charles Aznavour - Garvarentz)
2. ...E di amare te (De t'avoir aìmée) - 3:23 - (Anna Arazzini - Vito Pallavicini - Aznavour)
3. Ieri si (Hier encore) - 3:38 - (Mogol - Alberto Testa - Charles Aznavour)
4. Quando e perché (Quand et puis pourquoi?) - 2:30 - (Giorgio Calabrese - Charles Aznavour)
5. Ti lasci andare (Tu te laisses aller) - 3:58 - (Giorgio Calabrese - Charles Aznavour)
6. Com'è triste Venezia (Que c'est triste Venise) - 3:20 - (Mogol - Dorin - Charles Aznavour)
7. Morir d'amore (Mourir d'aimer) - 4:18 - (Giorgio Calabrese - Charles Aznavour)
8. ...E io tra di voi (Et moi dans mon coin) - 4:25 - (Sergio Bardotti - Charles Aznavour)
9. Solo la musica (Sainte Sara) - 3:10 - (Giorgio Calabrese - Charles Aznavour)
10. Il sole verde (Les Jours heureux) - 5:25 - (Vito Pallavicini - Charles Aznavour)

## Crediti
- Arrangiamenti e supervisione musicale Enrico Intra e Ezio Leoni
- Al pianoforte Ezio Leoni
- Produzione Ezio Leoni
- Registrazioni effettuate negli Studi Play-co, Milano
- Tecnico di registrazione e Re-Recording: Gianluca Citi

## Stampe estere
| Anno di pubblicazione | Paese     | Titolo              | Etichetta           |
| --------------------- | --------- | ------------------- | ------------------- |
| 1971                  | Spagna    | Caro Aznavour       | RI-FI - CPS 9144    |
| 1971                  | Argentina | Morir de amor       | RI-FI - 60006       |
| 1971                  | Giappone  | Caro Aznavour...Iva | RI-FI - RFX-5008    |
| 1981                  | Giappone  | Caro Aznavour       | Seven Seas - GP-581 |